# 合肥市第八中学
合肥市第八中学成立于1956年，是一所安徽省示范高中，合肥市花园单位、合肥市德育工作先进单位。 2009年安徽高考文科状元母校，2015年安徽高考理科状元母校。

## 校史
- 1956年，合肥市第六初级中学创立，系半日制高小毕业生补习班，租借房子上课。迁入万慈小学旧址后招收6个班，300多名学生；10月改为合肥市第八中学。1957年盖了二层教学大楼1幢18个教室，填平的水塘扩大为操场。
- “文革”前，全校学生1000余人，教职工70多人，是一所颇具规模，在全市较有影响的初中。“文革”间未曾下迁，原有教学力量基本稳定，校舍保存较好，课桌椅等教学设施基本齐全。1972年，招收了第一届高中学生，以后逐渐发展成为完全中学，先后盖了三层的办公大楼和教学大楼（有12个教室），扩建了教师宿舍，组建了一支基础雄厚、富有教学经验的教师队伍。
- 高考恢复后，高考升学率一直在全市名列前茅，1985年高中毕业生232人，升入高一级学校的107人，升学率为46%。初中的升学率，1983年仅次于一中，1985年毕业生165人，升学89人，升学率为54%。
- 1985年后，大量的优秀教师引进到学校。1988年媒体報道了一篇《人说八中老师好》。从八十年代初，以分层教学、分类指导、分科评教为代表的教学管理手段基本成型；在九十年代初推广到全市。1992年学校在全省率先进行教师聘任制，实行竞争上岗，10年间，先后有数十名教师因各种原因落聘，实现了内部管理机制的变革，在全省影响很大，中国教育报曾给予报道，此后教学质量得到进一步提高。
- 1987年建成2000平米的科学馆，1989年安装了语音室，1991年建成二十个教室的教学楼和1600平米的办公楼。2000年起，拆除原三层老教学楼和校办工厂厂房及西平房，建新教学楼（五层，1452平方米）和现代教育技术大楼（六层3115平方米），分别于2002年6月、8月落成使用。2003年改造实验楼，更换门窗，建成多媒体报告厅，扩建200平方米门厅，更新所有实验设备、仪器，新修了塑胶跑道90米，篮球场，排球场。同时改善办公条件，重新装修各学科办公室，新置桌椅、配备空调，开通校园网，配置教师电子备课室（30台电脑）。2004年，校办工厂“合肥市自行车弹簧厂”注销。
- 2001年高、初中分离完成，成为一所完全高级中学。2000年被评为市级示范高中，2002年被评为省级示范高中。2004年，与韩国瑞山合德女子学校结为姊妹学校。
- 2006年，合肥市政府决策异地重建八中，扩大办学规模。新校占地150亩，位于政务文化新区天鹅湖西南部，总投资约5亿多，建筑面积约14万平米，设计规模为120班，能容纳6000名学生就读，其中住校生拟为4200人。校区内建筑有教学楼、实验楼、图书行政楼、学生公寓楼、学生食堂、体育馆、运动场等。教学和生活区内全部配备了中央空调，建筑档次和内部设施为国内一流。自2008年开始第一届高一学生入住新校区生活和学习。
- 2022年6月30日，合肥八中运河新城校区施工图审查合格，正式挂网进行施工单位招标。2022年10月，合肥市蜀山区最新消息发布，位于该区运河新城核心区的合肥八中运河新城校区项目目前已全面开工，设计规模为120个教学班，可容纳6450名学生，计划2024年招生。2024年6月19日，合肥八中运河新城校区已进入“备战开学”状态。随着合肥八中运河新城校区教育集团行政团队正式入驻校区，标志着新校区进入新的工作阶段，开启了“‘一体化’管理，两校区运行”发展模式。

## 著名校友
- 李克强（1955-2023）：曾任中共中央政治局常委、中华人民共和国国务院总理。1972届初中部毕业生，1974届高中部毕业生。[5]
- 苗圩：曾任中华人民共和国工业和信息化部部长、党组书记。1974届高中部毕业生。[6]
- 杨治：作家，笔名“江南” 代表作《龙族》、《此间的少年》、《九州·缥缈录》。1995届高中部毕业生。[7]
- 谢楠：光线传媒、黑龙江卫视、优酷、深圳卫视、央视财经频道等媒体旗下综艺节目主持人，演员吴京的夫人。[8]
- 李亚鹏：演员、慈善家、商人, 艺人王菲的前夫。1986年至1989年曾于合肥八中高中部借读。
- 芮成钢：前中国中央电视台记者、播音员、节目主持人，2014年曾因泄露国家机密被中国检方调查。1995届高中部毕业生。[9]